# Deronectes theryi
Deronectes theryi är en skalbaggsart som först beskrevs av Henri de Peyerimhoff 1925.  Deronectes theryi ingår i släktet Deronectes och familjen dykare. Inga underarter finns listade i Catalogue of Life.